# Wrightia puberula
Wrightia puberula là một loài thực vật có hoa trong họ La bố ma. Loài này được (Thwaites) Ngan miêu tả khoa học đầu tiên năm 1965.